# Gonocytisus angulatus
Gonocytisus angulatus là một loài thực vật có hoa trong họ Đậu. Loài này được (L.) Spach miêu tả khoa học đầu tiên.